# Ifinoo
Nella mitologia greca, Ifinoo era il nome di un personaggio presente alla guerra di Troia, scoppiata a causa del rapimento di Elena, moglie di Menelao, da parte del principe troiano Paride. Il conflitto che ne derivò, destinato ad essere conosciuto ovunque, divenne uno degli argomenti più cantati e commemorati dagli aedi del tempo. Il decimo anno della guerra divenne oggetto delle attenzioni del poeta Omero, il quale sulla base degli eventi bellici di quell'anno egli estese il poema epico dell'Iliade.

## Il mito
Ifinoo, figlio di un certo Dessio, era un esperto guerriero acheo, il quale decise di abbandonare la sua patria per partire alla volta della Troade, unendosi alle truppe degli Atridi Agamennone e Menelao, i quali avevano riunito una considerevole flotta per vendicare il ratto della moglie di quest'ultimo.

### La morte
Il giovane guerriero si cimentò in battaglia, ma non viene mai ricordato nei poemi epici, se non in pochi versi del poema di Omero. 

Nel libro VII dell'Iliade, Ifinoo appare come un guerriero che combatte dal proprio un cocchio, nei punti in cui la mischia e la guerra è più intensa e selvaggia.
Proprio mentre cerca di colpire e assassinare, scagliandosi con il suo carro da guerra, egli viene però colpito da una lancia, sopra la spalla, per mano dell'eroe avversario Glauco, il capo licio che decise di schierarsi col suo esercito dalla parte dei Troiani.
Ferito a morte, Ifinoo allentò la presa dei suoi destrieri e cadde senza vita dal cocchio.